# Jason Bourne (pel·lícula)
Jason Bourne és una pel·lícula estatunidenca dirigida per Paul Greengrass, estrenada l'any 2016. És el cinquè film de la saga i el quart amb Matt Damon.

## Argument
Jason Bourne s'amaga i participa en combats a mans nues, il·legals, per assegurar la seva subsistència. Per la seva banda, Nicky Parsons col·labora amb el hacker i llançador d'alerta Christian Dassault. A Reykjavík, a Islàndia, s'introdueix als servidors de la CIA i copia fitxers sobre les operacions negres de l'agència. Troba igualment documents sobre el reclutament de Jason Bourne a l'operació Treadstone i la implicació de Richard Webb, el pare de Bourne. La seva intrusió ha estat tanmateix detectada i agents de la CIA implanten un programari espia en una memòria que porta. Ignorant la presència del programari, va a Grècia per mostrar a Bourne les seves investigacions, seguida a distància per Heather Lee, cap de la divisió sobre el ciber-espionatge, que informa les seves anades i vingudes a Robert Dewey, director de la CIA.

## Repartiment
- Matt Damon: Jason Bourne
- Tommy Lee Jones: El director de la CIA Robert Dewey
- Alicia Vikander: Heather Lee
- Vincent Cassel: the Asset
- Julia Stiles: Nicolette « Nicky » Parsons
- Riz Ahmed: Aaron Kalloor
- Ato Essandoh: Craig Jeffers
- Scott Shepherd: Edwin Russel
- Bill Camp: Malcolm Smith
- Vinzenz Kiefer: Christian Dassault
- Stephen Kunken: Baumen
- Gregg Henry: Richard Webb
- Albert Finney: Dr. Albert Hirsch

## Producció
Després de l'èxit al box-office de The Bourne Identity (2002), The Bourne Supremacy (2004) i L'ultimàtum de Bourne (2007), els productors desenvolupen la idea d'un 4t film des d'octubre de 2008. Matt Damon i el director Paul Greengrass són llavors anunciats en el projecte. Mentre que els guionistes han començat a escriure, Matt Damon anuncia el 3 de desembre que no desitja fer un altre film sense Paul Greengrass, aquest últim havia anunciat un mes abans que no tornarà. El gener de 2010, Matt Damon declara que aquest 4t film serà segurament una preqüela de la Memòria a la pell amb un nou actor · . L'octubre de 2010, Tony Gilroy és oficialitzat com a director i declara: « No es tracta ni d'un reboot, ni d'un reemplaçament, ni d'una preqüela.
Paul Greengrass coescriu el guió amb Christopher Rouse, el muntador de la trilogia original, i amb Matt Damon.
El títol del film, Jason Bourne, és revelat durant la difusió d'una publicitat televisada difosa el 7 de febrer de 2016, durant la Súper Bowl 50.

### Repartiment dels papers
El novembre de 2014, Matt Damon confirma el seu retorn a la saga, la seva sola condició és la presència de Paul Greengrass a la posada en escena que va ser satisfeta.
El juny de 2015, és anunciat el retorn de Julia Stiles al paper de Nicky Parsons. Alguns dies després, és l'actriu sueca Alicia Vikander que s'integra oficialment en el repartiment. En juliol del mateix any, s'aprèn igualment que l'actor Tommy Lee Jones agafa el càsting del film.
La música del film va ser composta per David Buckley i John Powell. Aquest últim havia compost la música de les tres primeres pel·lícules de la saga. L'àlbum es va comercialitzar en versió digital el 20216 per Back Lot Music. Com els precedents films de la saga, l'àlbum conté la cançó Extreme Ways de Moby, la versió titulada Extreme Ways (Jason Bourne) ha estat feta especialment pel film.
1. I Remember Everything (2:04)
2. Backdoor Breach (3:50)
3. Converging in Athens (4:13)
4. Motorcycle Chase (6:53)
5. A Key to the Past (2:37)
6. Berlín (2:02)
7. Decrypted (5:34)
8. Flat Assault (2:39)
9. Paddington Plaza (6:46)
10. White Van Plan (2:49)
11. Las Vegas (3:48)
12. Following the Target (3:29)
13. Strip Chase (4:59)
14. Any Interesting Proposal (2:13)
15. Let Me Think About It (2:24)
16. Extreme Ways (Jason Bourne) – Moby (4:56)

## Critica
Jason Bourne rep critiques barrejades en la seva estrena, recollint un 57% d'opinions favorables en el lloc Rotten Tomatoes, amb 233 critiques recollides i una mitjana de 5,8/10.> El lloc Metacritic li atribueix un resultat de 58/100, per 50 critiques recollides.
Obté una nota globalment favorable pel públic, amb una nota de 6,9/10 en el lloc IMDb, amb més de 92.400 vots, la majoria no-americans i una mitjana de 3,4/5 en el lloc AlloCiné, amb més de 3.480 vots.